# 北九州市立志井小学校
北九州市立志井小学校（きたきゅうしゅうしりつしいしょうがっこう）は、福岡県北九州市小倉南区大字志井にある公立小学校。

## 沿革
- 1877年（明治10年）- 志井小学校として開校
- 1886年（明治19年）- 志井小学校簡易科に改称
- 1890年（明治23年）- 志井尋常小学校に改称
- 1903年（明治36年）- 企救郡東紫第三尋常小学校に改称
- 1907年（明治40年）- 志井尋常小学校に改称
- 1941年（昭和16年）- 小倉市立志井国民学校に改称
- 1947年（昭和22年）- 小倉市立志井小学校に改称
- 1963年（昭和38年）- 北九州市立志井小学校に改称（北九州市発足に伴う改称）
- 1964年（昭和39年）- 学校給食開始
- 2006年（平成18年）- 創立130周年式典を挙行
- 2016年（平成28年）- 創立140周年式典を挙行

## 交通
- JR日田彦山線・志井公園駅下車、徒歩約10分
- 西鉄バス北九州志井小学校前バス停下車、徒歩約2分

## 周辺
- 九州職業能力開発大学校
- 常磐高等学校
- 北九州工業高等専門学校